# Xuân Hạ (diễn viên)
Xuân Hạ (tiếng Trung: 春夏; sinh ngày 5 tháng 12 năm 1992) là một nữ diễn viên Trung Quốc. Cô gia nhập ngành giải trí năm 2013 với bộ phim Lòng Tôi Xán Lạn. Năm 2016 cô được nhận giải Kim Tượng cho Nữ diễn viên xuất sắc nhất với phim điện ảnh Đạp Huyết Tầm Mai.

## Tiểu sử
Xuân Hạ tên thật là Lý Tuấn Kiệt, sinh ra ở Côn Minh, tỉnh Vân Nam, Trung Quốc. Xuân Hạ từng là người mẫu ảnh, nhờ có ngoại hình thu hút cô được công ty giải trí Nesound, Bắc Kinh tuyển dụng đồng thời được công ty cũng sắp xếp đào tạo về diễn xuất. Năm 2013, Xuân Hạ gia nhập làng giải trí với bộ phim Tâm ta xán lạn sau đó là tác tác phẩm như Tiến sĩ lão công, Tuế nguyệt như kim,...
Đến giữa năm 2014, đạo diễn Ông Tử Quang lên kế hoạch tuyển chọn vai nữ chính cho bộ phim tâm lý hình sự Đạp huyết tầm mai. Đây là bộ phim dựa trên một vụ án giết người có thật (nạn nhân là một cô gái gọi 16 tuổi) xảy ra ở Hồng Kông vào năm 2008. Trong gần 200 ứng cử viên, đạo diễn đã chọn ra Xuân Hạ. Nhờ màn thể hiện ấn tượng với vai diễn này, cô đã lấy được giải Kim Tượng cho Nữ diễn viên xuất sắc nhất.
Năm 2019 Xuân Hạ đã được chọn vào Danh sách 30 Under 30 của Forbes Trung Quốc. Năm 2020 cô xếp thứ 74 trong 100 người nổi tiếng Trung Quốc năm 2020 theo Forbes Trung Quốc.

## Phim

### Phim điện ảnh
| Năm  | Tên phim                   | Tên tiếng trung | Nhân vật       | Gi chú          |
| ---- | -------------------------- | --------------- | -------------- | --------------- |
| 2015 | Đạp huyết tầm mai          | 踏血寻梅        | Wang Jiamei    |                 |
| 2015 | Nhật ký bí mật của Bảo mẫu | 保姆的私密日記  | Wu Xiaofen     | Phim chiếu mạng |
| 2015 | Cao phù trấn               | 高芙鎮          | Lina           | Phim ngắn       |
| 2016 | Trước hừng đông sáng       | 天亮之前        | Yu Qing        |                 |
| 2016 | Tróc da ba ba              | 脱皮爸爸        | Cai Zimiao     |                 |
| 2016 | Chơi trốn tìm              | 捉迷藏          | Lulu           |                 |
| 2017 | Bao giờ trăng sáng         | 明月几时有      | Zhang Yongxian |                 |
| 2017 | Đao bối tàng thân          | 刀背藏身        | Qingqing       |                 |
| 2018 | Thoát đơn báo nguy         | 脱单告急        | Li Shushu      |                 |
| 2018 | Khi gió trở về             | 风再起时        |                | Khách mời       |
| 2019 | Bảy dặm                    | 七里地          |                | Phim ngắn       |
| 2021 | Âm Dương Sư Tình nhã tập   | 晴雅集          | Long Ye        |                 |
| 2020 | Quái vật tiên sinh         | 怪物先生        | Ji Mo          |                 |
| 2020 | Hồi thứ 11                 | 第十一回        |                | Khách mời       |
| TBA  | Luyến khúc 1980            | 恋曲1980        | Mao Zhen       |                 |
| TBA  | Kỳ hạn phá án              | 限期破案        |                |                 |
| TBA  | Cách ta xa một chút        | 離我遠一點      |                |                 |
| TBA  | Chạy trốn tuổi thanh xuân  | 逃出青春里      |                |                 |

### Phim truyền hình
| Năm  | Tên phim                            | Tên tiếng Trung | Nhân vật      | Ghi chú |
| ---- | ----------------------------------- | --------------- | ------------- | ------- |
| 2014 | Lòng tôi xán lạn                    | 我心灿烂        | Zhao Jiahao   |         |
| 2014 | Tiến sĩ lão công                    | 我的博士老公    | Li Yue        |         |
| 2015 | Hỏa bạn phu thê                     | 伙伴夫妻        | Chen Xiaoqing |         |
| 2015 | Kinh Thành nhà số 81                | 朝内八十一号    | Wang Xiuning  |         |
| 2015 | Tuế nguyệt như kim                  | 岁月如金        | Qi Shaofei    |         |
| 2015 | Thời gian tốt đẹp                   | 大好时光        | Aiqi          |         |
| TBA  | Nhân Sinh Giống Như Thuở Đầu Gặp Gỡ | 人生若如初见    | Qiu Hong      |         |

## Giải thưởng và đề cử
| Năm  | Giải thưởng                                             | Hạng mục                    | Phim              | Kết quả   | Chú thích |
| ---- | ------------------------------------------------------- | --------------------------- | ----------------- | --------- | --------- |
| 2015 | Liên hoan phim quốc tế Bucheon lần thứ 19               | Nữ diễn viên chính xuất sắc | Đạp Huyết Tầm Mai | Đoạt giải |           |
| 2016 | Giải thưởng Hội phê bình phim Hồng Kông lần thứ 22      | Nữ diễn viên chính xuất sắc | Đạp Huyết Tầm Mai | Đoạt giải | [ 6 ]     |
| 2016 | Giải thưởng Hiệp hội Đạo diễn Điện ảnh Hồng Kông 2015   | Nữ diễn viên chính xuất sắc | Đạp Huyết Tầm Mai | Đoạt giải | [ 7 ]     |
| 2016 | Giải thưởng điện ảnh châu Á lần thứ 11                  | Diễn viên mới xuất sắc      | Đạp Huyết Tầm Mai | Đoạt giải | [ 8 ]     |
| 2016 | Kim Mã lần thứ 52                                       | Diễn viên mới xuất sắc      | Đạp Huyết Tầm Mai | Đề cử     | [ 9 ]     |
| 2016 | Giải thưởng Truyền thông Điện ảnh Trung Quốc lần thứ 16 | Nữ diễn viên chính xuất sắc | Đạp Huyết Tầm Mai | Đề cử     |           |
| 2016 | Giải thưởng Truyền thông Điện ảnh Trung Quốc lần thứ 16 | Diễn viên mới xuất sắc      | Đạp Huyết Tầm Mai | Đoạt giải | [ 10 ]    |
| 2016 | Giải Kim Tượng lần thứ 35                               | Nữ diễn viên chính xuất sắc | Đạp Huyết Tầm Mai | Đoạt giải | [ 11 ]    |
| 2016 | Giải Kim Tượng lần thứ 35                               | Diễn viên mới xuất sắc      | Đạp Huyết Tầm Mai | Đề cử     |           |

### Danh sách 100 ngôi sao nổi tiếng Trung Quốc theo Forbes
| Năm  | Hạng | Tham khảo |
| ---- | ---- | --------- |
| 2020 | 74   | [ 5 ]     |